# Moby Dick (1956)
Moby Dick is een speelfilm uit 1956 van regisseur John Huston. De film is gebaseerd op de gelijknamige roman van Herman Melville uit 1851. Huston trok zo'n drie jaar rond in Hollywood met dit filmproject alvorens Warner Brothers besloot toe te happen. 

## Inhoud
Het is 1841, de jonge Ishmael wil op walvissen jagen. Ondanks alle wilde verhalen die hij in de haven van New Bedford te horen krijgt over de waanzinnige kapitein Ahab sluit hij zich aan bij de bemanning van de Pequod, het schip van deze man. De Polynesiër Queequeg, met wie Ishmael in de haven bevriend is geraakt, gaat ook mee aan boord.
De eerste dagen krijgt de bemanning de kapitein niet te zien. Zodra ze Ahab leren kennen, merken ze dat alle geruchten waar zijn. Kapitein Ahab werd getroffen  door de bliksem en verloor zijn been aan  een witte potvis (tandwalvis) met de naam Moby Dick. Hij wil nu nog slechts één ding: deze beruchte witte potvis opnieuw opsporen en doden. Ahab spoort de zeelui aan en is bereid hen rijkelijk te belonen als ze hem helpen bij het vinden van Moby Dick. Hij spijkert een muntstuk aan de mast, als beloning voor degene die de witte walvis in de kijker kijkt. Midden op zee vangen ze een paar gewone walvissen, maar Moby Dick zien ze vooralsnog niet. 
De inzet van de mannen lijkt al gauw niet zo groot als de haat die Ahab drijft. De kapitein heeft geen angst en is bereid over lijken te gaan om zijn doel te bereiken. Uiteindelijk krijgen ze de walvis toch in het vizier en de harpoeniers weten hem een paar keer te raken, maar dan gaat het alsnog helemaal mis. Er volgt een dodelijke confrontatie tussen Ahab en Moby Dick. Hierna neemt de walvis nog verder wraak; bijna de voltallige bemanning van de Pequod komt om het leven doordat de walvis hen eerst in zee gooit en vervolgens recht boven op hen duikt. Ten slotte wordt ook het schip door de walvis tot zinken gebracht. Ishmael is de enige die het drama overleeft en het later kan navertellen.

## Varia
- John Huston wilde aanvankelijk zijn vader Walter Huston voor de rol van kapitein Ahab. Maar doordat de productie van de film lang bleef aanslepen, stierf zijn vader nog voor de opnames van start gingen.
- Ook Orson Welles was een kandidaat voor de rol van Ahab. Uiteindelijk ging de rol naar Gregory Peck en kreeg Welles een andere rol in de film.
- Vele critici vonden Gregory Peck een slechte keuze, en ook Peck zelf vond zichzelf te jong om de oude zeerot te spelen.
- Welles had tijdens de opnames last van plankenkoorts. De regisseur liet in het decor een fles cognac verstoppen, om de acteur te helpen tijdens zijn scène.
- De opnames vonden plaats in 1954, de film zelf kwam pas twee jaar later uit.